# Hana Usui
Hana Usui (ウスイ　ハナ Usui Hana, born April 17, 1974 in Tokyo) er en japansk kunstner.
Hana Usui blev født i Tokyo i 1974 og studerede kunsthistorie på Waseda University og japansk kalligrafi. I 2000 flyttede hun til Wien for at starte en karriere som en gratis billedkunstner. I de efterfølgende år arbejdede hun primært i Berlin. Siden 2011 har Hana Usui boet og arbejdet i Wien og Bolzano-Bozen (Italien). Hendes tegninger er lavet af sort eller hvid oliemaling, som hun hugger i papir med en skruetrækker.[kilde mangler]

## Udvalgte udstillinger
- 2013 Seoul Arts Center, Seoul, KR, Catalogue (Group Exhibition)
- 2013 Kit Schulte Contemporary Art, Berlin, DE, Catalogue (Group Exhibition)[1]
- 2011 Hans Hartung, Informel and Its Impact, Gut Altenkamp, Papenburg, DE (Group Exhibition)
- 2010 Hans Hartung, Informel and Its Impact, Kupferstichkabinett – Staatliche Museen zu Berlin, DE (Group Exhibition),[2][3]
- 2010 Kupferstich-Kabinett – Staatliche Kunstsammlungen Dresden, DE (Group Exhibition)[4]
- 2010 Kommunale Galerie Berlin, Berlin, DE (Group Exhibition)[5]
- 2009 Manggha Museum of Japanese Art and Technology, Crakow, PL[6]
- 2009 Sensai, Museum Residenzgalerie Salzburg, AT, Catalogue (Group Exhibition)[7]
- 2009 Galerie Waidspeicher, municipal gallery in Erfurt, DE[8]
- 2008 Schwartzsche Villa, municipal gallery in Berlin, DE, Catalogue [9]
- 2008 Parallel event to Manifesta7, municipal gallery of Bolzano-Bozen, IT (Group Exhibition) [10]
- 2008 41 artecontemporanea, Turin, IT[11]
- 2007 Galerie oko, Berlin, DE[12]
- 2006 Kunstkontor Rampoldt, Berlin, DE, Catalogue
- 2005 Galerie oko, Berlin, DE,[13][14]
- 2002 Kuso Galleria, Tokio, JP
- 1998 Kuso Galleria, Tokio, JP
- 1994–98 Tokyo Metropolitan Art Museum, JP (Group Exhibition)[15][16][17][18][19][20]
- 2013 Galerie Dittmar, Berlin, DE [21]